# Кох, Стивен Дуглас
Стивен Дуглас Кох Олт (англ. Stephen Douglas Koch Olt, 16 декабря 1940 — 14 января 2017) — американский ботаник, главным образом, агростолог.

## Биография
Родился в Нью-Йорке 16 декабря 1940 года. Учился в Суортморском колледже в штате Пенсильвания, окончил его в 1962 году со степенью бакалавра, после чего продолжил получать образование в Мичиганском университете в Энн-Арборе, в 1964 году получил степень магистра.
В 1969 году в Энн-Арборе защитил диссертацию доктора философии. Читал лекции в Энн-Арборе, также работал инструктором в Университете Дьюка, с 1968 по 1973 год был доцентом Университета Северной Каролины.
С 1973 года Кох — профессор Аспирантского колледжа, основал гербарий Колледжа (CHAPA). Автор ряда публикаций по растениям Мексики, участник проекта Flora Mesoamericana.
Член Мексиканской академии наук и Мексиканской Национальной академии сельскохозяйственных наук.
Скончался 14 января 2017 года в городе Тепетлаохток в штате Мехико.

## Некоторые научные публикации
- Koch S. D. The Eragrostis pectinacea-pilosa complex in North and Central America. — Urbana, 1974. — 74 p. — ISBN 0-252-00389-6.
- Pulido M. T., Koch S. D. Guía ilustrada de las plantas del cerro Tetzcutzingo. — México, 1992. — 237 p.

## Растения, названные именем Стивена Д. Коха
- Ageratina kochiana B.L.Turner, 1992
- Bernardia kochii McVaugh, 1995
- Flaveria kochiana B.L.Turner, 1995
- Hibiscus kochii Fryxell, 1980
- Parathesis kochii Lundell, 1982
- Trisetum kochianum Hern.Torres, 1987, nom. nov. — Peyritschia pringlei (Scribn.) S.D.Koch, 1979
- Triumfetta kochii Fryxell, 2001